# StupidMadWorld
StupidMadWorld (рос. СтьюпидМэдВорлд; справжнє ім'я — Максим Владимирович Якименко; рід. 31 жовтня 1989, Федорівка, Казахстан) — казахстанський відеоблогер, техноблогер, колишній лікар.
Творець та власник YouTube-каналу під назвою «StupidMadWorld». Найпопулярніший відеоблогер казахстанського сегменту відеохостингу YouTube у тематиці «iT-індустрії та технологій». Входить до рейтингу журналу Forbes «15 найпопулярніших Youtube-каналів Казнета» та в «20 найпопулярніших Youtube-каналів Казнета» .
Станом на грудень 2021 року на YouTube-канал «stupidmadworld» підписано 685 тисяч людей, а відео на ньому зібрали сумарно 158 мільйонів переглядів.

## Біографія
Якименко Максим Володимирович народився 31 жовтня 1989 року в селі Федорівка, Казахстан. Після школи вступив на медичний факультет у ЗКДМУ імені М. Оспанова. За спеціальністю лікар громадського здоров'я.
Починав свою кар'єру у лікарській справі. Через низьку зарплату йому довелося змінити місце роботи.
Максим, освоївши базовий відеомонтаж, почав робити на замовлення комерційні відео.

## Кар'єра на YouTube
31 липня 2011 Максим Якименко створив канал на YouTube під назвою «stupidmadworld» і веде його до цього дня. Спочатку на каналі виходили огляди мобільних ігор та програм для iOS та Android, пізніше стали виходити огляди техніки (телефонів, планшетів, комп'ютерів та ноутбуків).
У 2017 році канал набрав 100 тисяч передплатників, а у 2020 році перейшов планку у 500 тисяч передплатників.
У серпні 2020 року було створено YouTube-канал «MadNews», на якому публікуються новини iT-індустрії.